# Flagge der Deutsch-Ostafrikanischen Gesellschaft

Die Petersflagge

Flagge des Reichskolonialbundes

Die Flagge der Deutsch-Ostafrikanischen Gesellschaft (DOAG) in Anlehnung an den Gründer von Deutsch-Ostafrika, Carl Peters auch Petersflagge genannt, zeigt ein schwarzes Kreuz auf weißem Feld, in dessen linkem Obereck sich fünf weiße, fünfzackige Sterne auf rotem Feld befinden, die das Sternbild des Kreuz des Südens symbolisieren.
Nach dem Verlust der deutschen Kolonien 1919 galt die Petersflagge als verbindendes Symbol der revisionistischen, kolonialen Organisationen und Kolonialkriegervereine. Sie wurde bei Aufmärschen und Veranstaltungen gezeigt.
In abgewandelter Form, ergänzt durch ein mittiges Hakenkreuz, wurde sie auch im Wappen des Reichskolonialbundes (RKB) verwendet. In der Zeit des Nationalsozialismus wurden die Sterne in einer vierzackigen Version gezeigt, offenbar um die bereits in den USA und auch der Sowjetunion gebräuchlichen fünfzackigen Versionen zu vermeiden.
Die Flagge ist heute die offizielle Verbandsflagge des „Traditionsverbandes der ehemaligen Schutz- und Überseetruppen – Freunde der früheren deutschen Schutzgebiete e. V.“